# Alchisme sordida
Alchisme sordida är en insektsart som beskrevs av Ernst Friedrich Germar. Alchisme sordida ingår i släktet Alchisme och familjen hornstritar. Inga underarter finns listade i Catalogue of Life.